# آی‌بی‌کیو
آی‌بی‌کیو (انگلیسی: International Bank of Qatar) شرکت خدمات مالی و بانکداری قطری است، که در سال ۱۹۵۶ تأسیس شد.